# Kamba (Mengueme)
Pour les articles homonymes, voir Kamba.
Kamba est un village du Cameroun situé dans le département du Nyong-et-So'o et la Région du Centre. Il fait partie de la commune de Mengueme.

## Population
En 1963, Kamba comptait 323 habitants, principalement des Enoah. Lors du recensement de 2005, on y a dénombré 350 personnes.